# Xylophagus durango
Xylophagus durango är en tvåvingeart som beskrevs av Norman E. Woodley 1994. Xylophagus durango ingår i släktet Xylophagus och familjen vedflugor. Inga underarter finns listade i Catalogue of Life.